# Mokhotlong Airport
Mokhotlong Airport är en flygplats i Lesotho.   Den ligger i distriktet Mokhotlong, i den östra delen av landet, 150 km öster om huvudstaden Maseru. Mokhotlong Airport ligger 2 191 meter över havet.
Terrängen runt Mokhotlong Airport är kuperad. Runt Mokhotlong Airport är det glesbefolkat, med 18 invånare per kvadratkilometer. Närmaste större samhälle är Mokhotlong, 0,99 km sydväst om Mokhotlong Airport. Omgivningarna runt Mokhotlong Airport är i huvudsak ett öppet busklandskap.